# Agent Zero
David North (nacido Christoph "Christopher" Nord ) es un personaje ficticio que aparece en los cómics estadounidenses publicados por Marvel Comics. Originalmente era conocido como Maverick Coatchberg, y más recientemente como el Agente Zero / Agente Cero. El personaje apareció por primera vez en X-Men (volumen 2) # 5 y fue creado por Jim Lee. También ha llevado el alias de Maverick / Rebelde.
Daniel Henney interpretó al Agente Zero en la película de superhéroes de 2009 X-Men Origins: Wolverine.

## Historial de publicaciones
David North apareció por primera vez como Maverick en X-Men #5 (febrero de 1992).
David North ha aparecido en un one-shot homónimo Maverick: In the Shadow of Death, así como en una serie homónima de corta duración llamada Maverick.
Más tarde, como Agente Zero, se convirtió en un habitual de la segunda serie de Arma X.

## Historia

### Principios
Christoph Nordnació en Alemania Oriental de padres estadounidenses. Su historia temprana está nublada en misterio, aunque hay rumores de que sus padres estuvieron involucrados con el régimen nazi.También tenía un hermano mayor, Andreas.Christoph, un mutante, poseía la capacidad de absorber energía cinética a través del impacto con poco o ningún daño.

### Cell Six
Un idealista que se describe a sí mismo, luchó contra el régimen comunista durante el apogeo de la Guerra Fría, uniéndose a una unidad de operaciones encubiertas de Alemania Occidental llamada Cell Six. En una misión en Italia, fue herido por un asesino rival cuyo nombre en código era el Confesor.
Mientras se recuperaba, conoció a una enfermera italiana, Ginetta Barsalini, de quien se enamoró y se casó. Durante los siguientes tres años, los agentes de campo de Cell Six fueron eliminados uno por uno, a excepción de Nord. Nord se dio cuenta de que Ginetta era una espía. Amenazando con dispararle, exigió conocer a su jefe. Diciendo que no tenía las agallas para disparar a sangre fría a una mujer indefensa, ella se abalanzó sobre él con un cuchillo, lo que le hizo dispararle en  defensa propia. Muriendo, ella reveló que al matarla, también mató a su hijo por nacer. Mucho después de este incidente, Nord sigue sintiéndose culpable por la traición y aún busca respuestas sobre quién estaba trabajando para Barsalini. Este momento decisivo dejó a Nord helado y desconfiando de todos, especialmente las mujeres.

### Arma X
Impulsado por la traición, Nord se convirtió en uno de los operativos encubiertos más eficientes en Alemania. En la década de 1960, sus hazañas llamaron la atención de la CIA, que le ofreció un puesto en la clandestina Equipo X.Él estuvo de acuerdo, y en este momento, cambió su nombre a David North.Como parte del Equipo X, fue uno de los muchos agentes mutantes con los que el gobierno experimentó y explotó. Cada miembro sin saberlo recibió implantes de memoria falsa,y North recibió un pequeño factor de curación extraído del ADN de Logan.El equipo inmediato de North consistió en tres agentes de campo: North, Logan (que luego se convirtió en Wolverine), y Victor Creed (que más tarde se convirtió en Sabretooth). El teletransportador mutante John Wraith también conocido como Espectro, sirvió como el hombre de inteligencia y extractor del equipo. Fue en este momento que North comenzó a usar su placa frontal amarilla y negra distintiva.
En una misión en Alemania Oriental, tanto Creed como Logan resultaron gravemente heridos. En lugar de seguir el protocolo y dejarlos, North los arrastró al punto de extracción. Acorralado por Andreas Nord, ahora un asesino, North salvó a sus compañeros de equipo de la única manera que pudo; matando a su propio hermano a sangre fría. Debido a este incidente, Logan tiene muy en alta estima a North.
En otra misión, los tres agentes se enfrentaron a Omega Rojo en Berlín. Ellos lograron robar el sintetizador de carbonadio, que era necesario para que el ruso controlara su feromona factor de muerte. Derribar al psicópata Omega Red no fue tan fácil. En el caos, Creed entró en pánico y mató a Janice Hollenback, la topo de la CIA que intentaban rescatar. Luego, el equipo escapó saltando desde una ventana de diez pisos. Se pensó que el sintetizador se había perdido y se formó una ruptura entre Creed y Logan debido a las acciones de Creed en la misión. Sin que la agencia lo supiera, Logan había recuperado el sintetizador y lo había escondido. North lo sospechaba en ese momento, pero no estaba seguro.
A principios de la década de 1970, el Equipo X se disolvió sumariamente. Sin embargo, los agentes del equipo fueron capturados por Arma X para ser utilizados como sujetos de prueba. Cuando Logan se sometió a la unión de adamantium, se desató un alboroto asesino, permitiendo que North y los demás escaparan. Por esta época, North inexplicablemente perdió sus poderes. Sin desanimarse, North continuó trabajando en espionaje como mercenario usando el nombre comercial Maverick. La inspiración para el nombre provino de una conversación en la que North se jactaba de que no confiaba ni necesitaba a nadie, a lo que Logan respondió: "Un inconformista normal, ¿eh?".

### Mercenario
Pasó el tiempo y Maverick desarrolló una reputación como uno de los pistoleros mejor contratados disponibles. Maverick compensó su falta de poderes con una planificación meticulosa y confiando en la última tecnología.
Trabajó tanto para empresas privadas como para agencias gubernamentales, y obtuvo varios contratos del mayor retirado Arthur Barrington, el hombre que había llevado a North a la CIA. Cuando Omega Red capturó a Wolverine y a varios de los X-Men en Berlín en un esfuerzo por localizar el sintetizador de carbonadio, Barrington envió a Maverick. Maverick ayudó a liberar a los X-Men cautivos y rastreó a Sabretooth hasta Omega Red. Con la ayuda de los X-Men, obtuvo el dispositivo de Wolverine y lo escondió una vez más. Maverick ayudó a los X-Men en combate contra Sabretooth, Omega Red, Fenris y Matsu'o Tsurayaba. Durante el transcurso de este incidente, Maverick aparentemente asesina al Dr. Abraham Cornelius a sangre fría.
Más tarde, Barrington lo envió a adquirir los Archivos Xavier, perfiles de los poderes y debilidades de varios mutantes, que fueron compilados por el fundador de los X-Men. Maverick luchó contra Warhawk y mató al Dr. Alexander Ryking. En el choque, Warhawk explotó, aparentemente destruyendo los archivos.Más tarde, Maverick fue contratado por el gobierno de Estados Unidos para proteger a Aldo Ferro, un exmiembro de Arma X. Los exalumnos del Equipo X buscaron a Ferro después de la muerte de Mastodon cuando su factor de supresión de edad se revirtió. Sin que el Equipo X lo supiera, Ferro fue el segundo Psi-Borg y fue responsable de plantar recuerdos falsos durante su tiempo con Arma X. Traicionado por Ferro, Maverick luego se puso del lado de sus excompañeros de equipo Wolverine, Sabretooth, Silver Fox y John Wraith. y Ferro aparentemente murió en la batalla posterior.
Maverick luego intentó matar a Sabretooth, quien estaba en medio de un alboroto asesino psicótico tras la muerte de Birdy. Primero busca a Wolverine para que lo ayude en este objetivo, pero de mala gana ayuda a los X-Men simplemente a capturar a Sabretooth, poniendo en marcha lo que se convirtió en un intento fallido de Charles Xavier de rehabilitar al asesino en serie.

### Virus Legado
Maverick contrató rápidamente el Virus Legado. Este desarrollo provocó el retorno aleatorio de sus poderes, pero también una pérdida de energía y horribles cicatrices en todo su cuerpo. Intentó convencer a Wolverine de que lo matara, pero Wolverine se negó. Maverick decidió hacer lo mejor posible y "pelear la buena batalla".Su salud declinó, viajó por el mundo desde la casa segura hasta la casa segura, usando sus ahorros para procurar el tratamiento de su infección.
Durante este tiempo, reclutó a un Wolverine muy inestable para ayudarlo a rescatar a Deadpool. Maverick fue atacado por un grupo liderado por Slayback en su casa segura de Manhattan. Maverick logró escapar a la Mansión X y pasó varias horas en estado de coma. Después de volver, Maverick reveló que él y Deadpool habían sido atacados porque ambos eran mutantes con factores de curación tomados de la plantilla de ADN de Wolverine. Maverick sintió que pronto irían por Wolverine directamente. Deadpool estaba siendo experimentado en un intento de crear una cura para el Legacy Virus. Maverick y Wolverine ubicaron y rescataron a Deadpool. Más tarde, Bestia descubrió que el cuerpo de Deadpool no podía generar una cura.
Mientras estaba en Nueva York, salvó a un compañero mutante con Virus Legado, el adolescente Chris Bradley y su familia de un ataque de los Amigos de la Humanidad. El FOH contraatacó bombardeando la casa de Bradley, incitando a Maverick a usar sus conexiones para trasladar a la familia Bradley a Florida bajo alias. También le dio tratamiento médico a Chris y le dio nuevos empleos a sus padres.
Luego se fue a Canadá. Mientras estaba allí, la exagente de la KGB y telépata mutante Elena Ivanova lo encontró, exigiendo que la ayude a seguir a Sabretooth, que había matado a su madre durante sus años de Arma X. Antes de que él pudiera responderle, Omega Red los atacó, quienes habían rastreado a Ivanova hasta Maverick con la esperanza de recuperar el sintetizador de carbono. Con la ayuda de John Wraith, lograron mantener el dispositivo alejado del villano.
Ivanova sintió que le debía a Maverick y estaba a su lado, a pesar de su comportamiento helado. Viajaron juntos por un tiempo. El Legacy Virus entonces se afianzó, matando a North. Ivanova usó sus poderes para resucitarlo. Para su sorpresa, el virus aparentemente entró en remisión, todas sus heridas del virus fueron curadas. Sus poderes no solo regresaron sino que fueron mejorados. Además, los implantes de memoria del Arma X se borraron de su mente. Más tarde se daría cuenta de que el Virus Legado hacía que sus nuevos poderes fueran inconsistentes, y que a veces los convirtiera en un peligro para él. Inmediatamente, los problemas se encontraron en la forma del jefe de la mafia rusa Ivan Pushkin, quien envió a sus ejecutores Hammer y Sickle a secuestrarlos.
Pushkin usó los poderes de Ivanova en un intento de lavarle el cerebro a Maverick para matar al comandante Arthur Barrington haciéndole creer que era Barrington quien había establecido la traición de Barsalini hace tantos años. En realidad, Barrington debía entregar su testimonio en una investigación que habría perjudicado los intereses comerciales de Pushkin. Atacando pero no matando a Barrington, Maverick recuperó rápidamente sus sentidos. Mientras cegó el ojo izquierdo de Sickle con su propia arma, Hammer mató a Barrington.
Mientras tanto, Chris Bradley se escapó de su hogar, echando de menos a su novia en Nueva York. El FOH tocó el teléfono de sus amigos y cuando llegó a Nueva York, nuevamente trataron de matar a Chris. Maverick, Ivanova y Wolverine los salvaron a él y a su amigo. Ivanova luego usó sus habilidades para hacer que el FOH y la novia de Chris pensaran que había muerto en la pelea. Tanto sacudidas por los eventos que amenazaron la vida de los últimos días, la relación de Ivanova y North, platónica hasta este punto, se volvió física.
A la mañana siguiente, Ivanova todavía expresó el deseo de ir tras Sabretooth. Maverick advirtió con dureza que un ataque contra Dientes de Sable era una tontería, e insinuó que se había acostado con él para obligarlo a ayudar a su objetivo. Enfurecido, Ivanova dejó a Maverick esa noche para continuar su venganza. Un Maverick arrepentido rastreó los pasos de Ivanova y la encontró como estaba en estado de coma por el asalto de Sabretooth. Maverick evitó que Sabretooth diera el golpe mortal y dejó a Ivanova gravemente herida bajo el cuidado de la familia Bradley.
Maverick luego renovó su venganza con Ivan Pushkin, desesperado por vengar la muerte de Barrington. Pushkin capturó a Maverick, con la esperanza de obligar a Maverick a trabajar para él. Maverick, sin embargo, se liberó y arruinó el intento de robo por parte de Pushkin de una carga de armamento A.I.M. En medio de esto, Sickle ganó un poco de venganza sacando el ojo izquierdo de Maverick y enredándolo en los Alpes suizos.

### Agent Zero
El proyecto Arma X pronto se revigorizó y, habiendo recuperado a Sabretooth y Wraith, fueron enviados a reclutar a Maverick. Wraith atrajo a un inconformista Maverick a una cita. Maverick se negó a unirse, y se produjo una batalla feroz. Sabretooth sorprendió a Maverick por sorpresa, empalándolo en el pecho y arrojándolo desde el techo de un edificio de 20 pisos hasta la calle.
Tomado a Arma X cerca de la muerte, Malcolm Colcord nuevamente le ofreció la oportunidad de unirse, ya que aún podía ser salvado. Esta vez, aceptó a regañadientes, racionalizándolo diciendo que no podía "pelear la buena batalla" como un cadáver. Fue sanado y luego mejorado con la intención explícita de asesinar a Wolverine. No tiene olor, no hace ningún sonido gracias a un traje de vibranium, posee un factor de curación mejorado, y un corrosivo se agregó a sus explosiones de conmoción que obstaculizan el factor de curación de un enemigo. Además, estaba equipado con una amplia gama de armas, desde desintegradores de plasma montados en la muñeca hasta un cuchillo recubierto de adamantium. El mundo creía que North estaba muerto, y él trató de mantenerlo así. Se tiñó el cabello castaño y adoptó el nuevo alias, el Agente Zero. Después de enviarlo en algunas misiones simples, Colcord intentó romper su voluntad al enviarlo a matar a Wolverine, una misión que cometió un error intencional.
Sintiéndose culpable por unirse al enemigo, consideró el suicidio a diario. Su odio hacia su compañero de equipo, Sabretooth, seguía siendo profundo, ya que intentó una vez más matarlo, solo para que el director no lo detuviera.
Durante una misión, el Agente Zero se encontró con un nuevo Maverick, que sin el conocimiento de Zero, era Chris Bradley. Bradley se había infiltrado en un grupo terrorista mutante llamado Gene Nation en un esfuerzo por destruirlos desde adentro. Bradley quería vengarse de Arma X por 'matar' al norte. Para lograr ese objetivo, recibió entrenamiento en Operaciones Negras de Cable y asumió el manto Maverick. Zero, creyendo que este nuevo Maverick era un terrorista, disparó y mató a él, solo para encontrar la verdad como Bradley estaba muriendo. Al regresar a la base después de que esto ocurriera, Zero descubrió que el Arma X había desaparecido sin dejar rastro. Luego, Zero retomó la pelea de Bradley, atacó las fortalezas de Gene Nation en todo el mundo y también buscó respuestas sobre lo que sucedió con el programa.
Se reveló que Zero no sabe qué pasó con el Arma X porque fue lavado el cerebro por Mesmero ya que Zero se volvió cada vez más difícil de controlar. Zero había ido tras Gene Nation debido a las instrucciones de Arma X. Sin darse cuenta, Zero sirvió como verdugo en Neverland, un campo de concentración de mutantes creado por Arma X. Pero tan pronto como Arma X se molestó en revelar estas verdades, lo sometieron nuevamente, y Zero continuó, sin saber nada.

### Decimation
Agente Zero perdió sus poderes en la M-Day, como resultado de las acciones de Bruja Escarlata durante la Dinastía de M. Se ha revelado que él está entre los mutantes que han sido despojados de sus poderes.
North se ve residiendo en un centro para los primeros mutantes y una vez más usando el alias de Maverick.Wolverine lo buscó para obtener información sobre carbonadio, reuniendo a los dos y Júbilo. Sin embargo, Omega Rojo pronto atacó el edificio, buscando el sintetizador de carbono.
Maverick robó archivos de Arma X y los vendió en el mercado negro. En un esfuerzo por encubrir su participación en el inicio del programa Strikeforce X de Wolverine, mató al hombre a quien le vendió los archivos.
Aún con el nombre del programa, Agent Zero, Nord volvió al trabajo de mercenario y una agencia de inteligencia desconocida le pidió que acabara con el Doctor Doom después de que el señor supremo de Latveria fuera incriminado por un ataque terrorista por una célula disidente que enarbolaba su estandarte.

### Dawn of X
Durante Dawn of X, Nord volvió a la vida de mercenario después de negarle la ciudadanía en Krakoa y fue capturado y borrado de su mente en una subasta clandestina para el mercado negro con superpoderes en Madripoor, pero fue salvado por Wolverine.

## Poderes y habilidades
El principal poder mutante de North es la capacidad de absorber la energía cinética generada por un impacto sin dañarse a sí mismo. Si bien este poder tiene límites, North puede sobrevivir a caídas desde alturas tremendas, explosiones de energía y ser golpeado por enemigos sobrehumanamente fuertes sin resultar herido.
Al aceptar su primera oferta para trabajar para el Programa Arma X, a North se le concede artificialmente un ligero factor de curación que le permite recuperarse de lesiones leves a moderadas mucho más rápido que un humano promedio.También lo vuelve inmune a la mayoría de las enfermedades y toxinas y suprime en gran medida su proceso natural de envejecimiento. Sin embargo, después de contraer el Virus Legado, su capacidad de absorción cinética se reduce drásticamente en eficiencia y su factor de curación se quema mientras lucha contra el virus.
Después de que el virus se cobra la vida y Elena Ivanova lo resucita, el Virus Legado inmediatamente entra en remisión y su capacidad de absorción cinética muta. Después de absorber energía, North debe liberar la energía en forma de poderosas conmociones cerebrales, AoE (área de efecto) o ráfagas de calor. También puede canalizar la energía en sus ataques físicos, aumentando la fuerza del impacto de sus golpes y patadas a niveles sobrehumanos.
Después de verse obligado a unirse al Programa Arma X una vez más, los aspectos regenerativos de North fueron restaurados junto con su capacidad de absorción cinética templada artificialmente. Ahora, además de canalizar la energía para aumentar la fuerza de sus ataques físicos y descargar ráfagas de energía cinética a distancia, las yemas de los dedos de North llevan una enzima corrosiva secretada a través de la piel que se traslada a sus descargas de fuerza. Aparte de sus propiedades ácidas, la enzima está diseñada específicamente por el Programa Arma X para contrarrestar los efectos de las capacidades de autocuración de un oponente al revertir el proceso. Cuanto más intenta el cuerpo de un enemigo repararse y/o repararse a sí mismo de las lesiones sufridas, peores se vuelven las lesiones gracias a la enzima especializada. Como efecto secundario del procedimiento utilizado para otorgarle esta habilidad, el cuerpo del Agente Zero ahora no posee ningún olor discernible que rastrear.
Actualmente, North no posee poderes sobrehumanos. Como la mayoría de la población mutante del mundo, North ha perdido sus poderes mutantes tras los acontecimientos del Día M.

### Habilidad y Equipamiento
North es un combatiente cuerpo a cuerpo y un agente encubierto altamente capacitado. También es un tirador experto, experto en el uso de prácticamente todo tipo de armas de fuego. También ha usado una variedad de uniformes a lo largo de su carrera.
El disfraz que ha usado durante la mayor parte de su carrera mercenaria como Maverick es una armadura corporal que consiste en un blindaje de fibra de vidrio liviano, un forro de kevlar acolchado,y sellos herméticos o escudos que le permiten sellar el traje para mayor protección.Su máscara contenía un suministro de oxígeno limitado, así como sistemas de exploración y orientación por infrarrojos.La demanda también aprovechó un paquete de refuerzo que podría magnificar la energía cinética absorbida por su cuerpo.La inventora canadiense Isabel Ferguson es la principal fuente de su equipo especializado.
Como Agent Zero, North usa una armadura tejida con vibranium, lo que lo deja completamente silencioso mientras se mueve. También refracta la luz, lo que lo vuelve prácticamente invisible para los métodos de detección convencionales en total oscuridad.
North ha portado una amplia gama de armamento que incluye, entre otros: bombas de termita, pistolas de pernos hidráulicos, balas de titanio,proyectiles Taser montados en la muñeca,desintegradores de plasma montados en la muñeca, balas de adamantium, balas antimetal y un cuchillo recubierto de adamantium.

## Recepción
- En 2014, Entertainment Weekly clasificó a Maverick/Agent Zero en el puesto 39 en su lista "Clasifiquemos a todos los X-Man".[38]

## Otras versiones

### Exiliados
Se reveló que existía una versión alternativa de Maverick en Exiles #62. Maverick se vio obligado a unirse al Arma X, un grupo de personas que saltaban realidades y que tenían que matar gente para salvar realidades. Poco se sabe sobre Maverick, excepto que aparentemente fue asesinado por el escudo afilado de una versión alternativa del Capitán América. Durante un tiempo, el cuerpo quedó atrapado en el Palacio de Cristal del Timebroker hasta que los Exiliados enviaron su cuerpo de regreso a casa. En su mundo natal, Tierra-1287, se reveló que Maverick era un agente de S.H.I.E.L.D. antes de su secuestro, trabajando junto a Nick Fury, quien más tarde honró a su mejor agente ofreciéndole un funeral adecuado. 

### Tierra-5700
En una posible línea de tiempo futura (Tierra-5700), el Agent Zero se unió a una versión de los X-Men liderada por Wolverine, formando equipo con Archangel, Juggernaut, Sunfire, Mystique, Aurora y Deadpool. Después de un tiempo, el director activó la directiva mental incorporada de Zero, y Zero, contra su voluntad, masacró a los X-Men, excepto a Wolverine. Incapaz de decidirse a matar a su amigo y compañero de equipo, luchó contra el control mental el tiempo suficiente para suicidarse.

## En otros medios

### Televisión
- Maverick apareció en la caricatura de X-Men de los 90. En el episodio "Weapon X, Lies and Videotape", busca respuestas sobre su pasado y su participación en Arma X, haciendo equipo con Wolverine, Sabretooth, Beast y Silver Fox para derrotar al robot Talos. En el episodio "Whatever It Takes", Morph se convierte brevemente en Maverick para burlarse de Wolverine, y Maverick también aparece en flashbacks que representan a él mismo y Wolverine luchando contra Omega Rojo (aunque ese recuerdo podría ser uno de los recuerdos implantados de Arma X).
- En X-Men: Evolution, Omega Rojo le dice a Wolverine que tiene una venganza contra Wolverine, Sabretooth y Maverick, que Wolverine no recuerda.
- Maverick aparece en Wolverine and the X-Men, con la voz de Crispin Freeman. Esta versión sólo posee absorción de energía cinética y es el padre del personaje original de la serie Christy Nord. En el episodio "Past Discretions", aparece principalmente en un flashback como objetivo para Wolverine y Sabretooth. Aunque se supone que falleció, fue capturado y lavado el cerebro con sus recuerdos fueron removidos por Arma X. En el episodio "Stolen Lives", Maverick es enviado a secuestrar a Christy, causando que Wolverine forme equipo con Mystique. Al igual que el reclutamiento de Wolverine para el Arma X, la mayoría de sus recuerdos han sido borrados permanentemente, sin embargo, Emma Frost restaura sus recuerdos y luego se reúne con su hija.

### Cine
El Agente Cero aparece en la película X-Men Origins: Wolverine (2009), interpretado por Daniel Henney.Esta versión es un mutante asiático despiadado con reflejos sobrehumanos, agilidad y precisión con armas de fuego que sirve como miembro del Equipo X y segundo al mando de William Stryker. Además, la productora Lauren Shuler Donner declaró en el comentario del DVD que Zero no tiene olor. Después de que la mayor parte del Equipo X cuestionara la moralidad de Stryker y abandonara el grupo, Stryker, Zero y Victor Creed se propusieron matarlos para los experimentos de Stryker. Zero apunta a Logan, matando a una pareja de ancianos que acogió a este último en el camino, antes de que Logan destruya el helicóptero en el que Zero lo perseguía, provocando que se estrelle con Zero todavía dentro. Después de negarse a divulgar la ubicación de Victor o Stryker, Logan inicialmente salva a Zero herido antes de burlarse de él sobre cómo mueren las personas que se acercan a él. Logan pronto responde usando sus garras para provocar la fuga de combustible del helicóptero estrellado, que explota poco después, matando a Zero.

### Videojuegos
- El Agente Zero aparece en la adaptación del videojuego X-Men Origins: Wolverine, con la voz de Robert Wu. El nombre de esta versión es David Nord. Su papel se desarrolla de manera similar a la película, aunque Logan asegura la muerte de Zero luego del accidente del helicóptero.